# 石筍

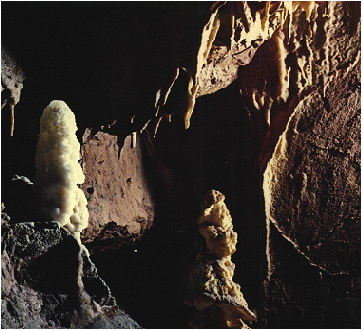
ほぼ純粋な方解石からなる石筍（左）と土壌由来の3価の鉄イオンを多く含む石筍（右）（秋吉台）

石筍（せきじゅん、英: stalagmite）は、洞窟の天井の水滴から析出した物質が床面に蓄積し、たけのこ状に伸びた洞窟生成物である。
これと対応して洞窟の天井面から垂れ下がる形態が（狭義の）鍾乳石である。鍾乳石は、広義ではこの石筍や石柱などを含む洞窟生成物の総称としても使用される。

## 生成

石筍の生成のモデル

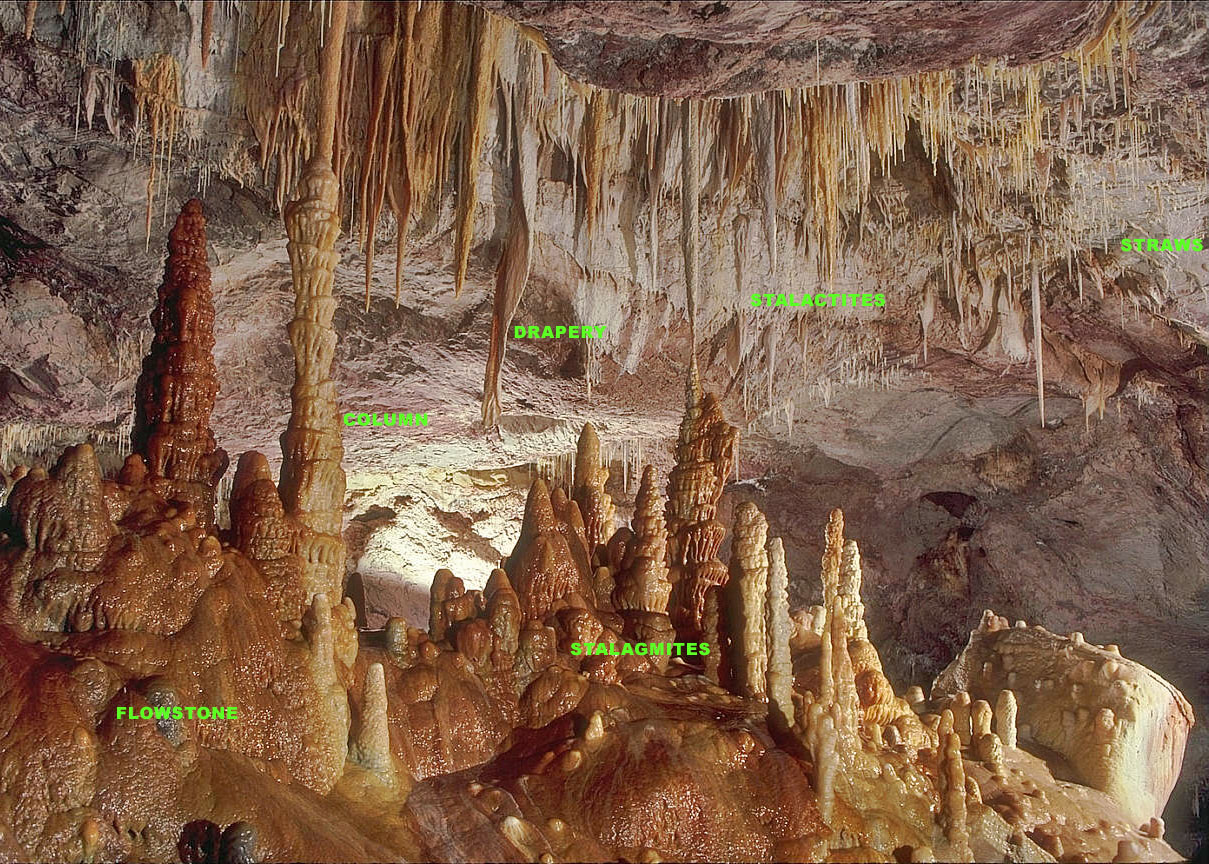
洞窟で形成される6種の鍾乳石の一種である。

最も一般的な石筍は二次生成物として通常は石灰洞内にできる。この石筍の形成は、地下洞窟内のある一定のpH条件下で、鉱物を含んだ地下水から沈殿する炭酸カルシウムなどの晶出によって起こる。
Ca(HCO3)(aq)
2 → CaCO(s)
3 + H2O(l) + CO(aq)
2
もとになる炭酸カルシウムは主に石灰岩の形で存在し、二酸化炭素を含む水に溶解して地下洞窟内で炭酸水素カルシウム水溶液となる。
石筍は形態用語であって、岩石種としては結晶質石灰岩である。天井面からの鍾乳石が長く成長し、床面の石筍と連結すると石柱を形成する。
石筍には普通に触れるべきではない。皮脂は、石筍表面に付着し流れる鉱水の表面張力を変え、石筍の成長に影響を及ぼしうるからである。人間の接触による油分や汚れは染みをつけ、恒久的な色合いを変えるおそれもある。

### コンクリート石筍
石筍はコンクリート構造物の床面にも形作られることがある。その形成スピードは天然の洞窟環境で作られるよりもずっと速い。コンクリートつららとも呼ばれ、コンクリートのひび割れ、酸性雨、日照時間などの複合要因によって形成される。

## 記録

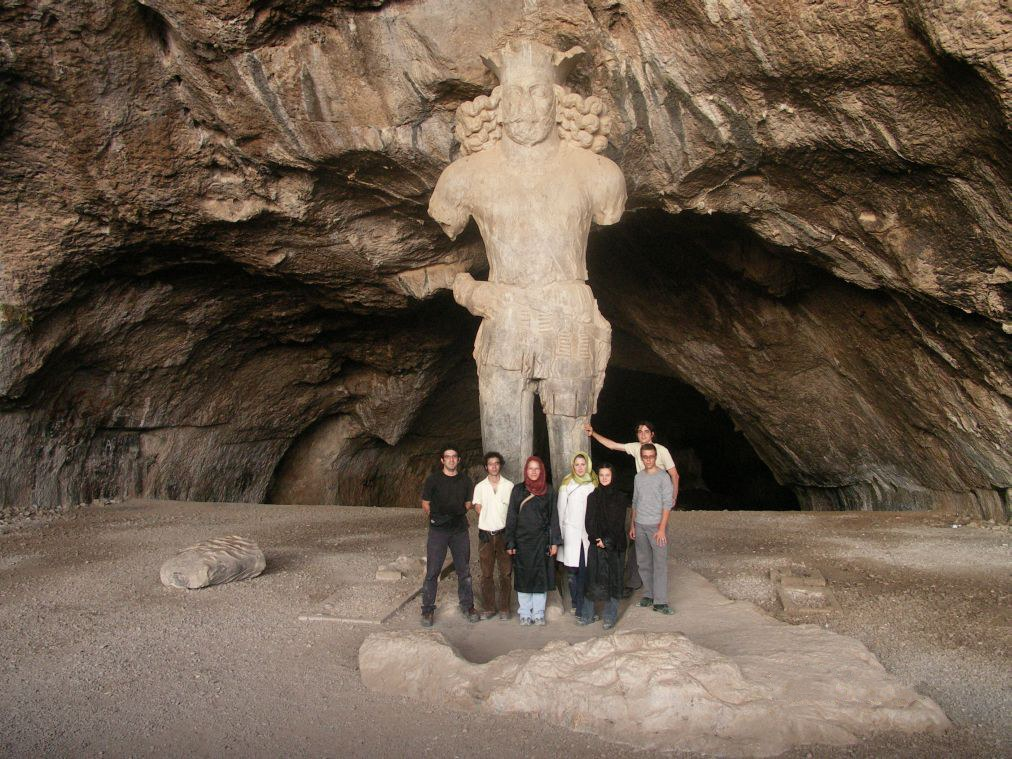
シャープール1世の像（イラン）

既知の石筍で世界最大のものは、ベトナムのソンドン洞にあるもので、高さ70mを超える。
イラン南部のザグロス山脈には古代都市ビーシャープールから約6kmのところにシャープール洞窟があり、サーサーン朝第2代君主シャープール1世の3世紀の巨大な像が立っている。この像はひとつの石筍から造られており、高さは7m近い。

## 溶岩石筍
内部の溶岩がまだ活動中の溶岩洞で形成される石筍の形態が、溶岩石筍である。その形成のメカニズムは石灰石の石筍のそれと似ている。本質的にはやはり洞窟の床面上への鉱物の堆積であるが、石灰石の石筍は何千年もかけて形成されうる一方、溶岩石筍の形成はとても速く、ほんの数時間から数週間のことである。溶岩石筍の重要な違いは、溶岩の流動が一旦止まると石筍の成長も止まることである。すなわち溶岩石筍はもし壊れてしまったとしても、成長して戻ることが二度とない。
溶岩石筍は、その対となる溶岩鍾乳よりもまれである。形成において滴れ落ちる鉱物は、まだ流動している溶岩の床が吸収もしくは流し去るためである。「氷柱」という語から発展した「溶岩柱」という総称は、溶岩鍾乳と溶岩石筍の区別なく用いられてきた。

## 氷筍
氷筍は、季節によってあるいは年中、多くの洞窟内で見られる。その形成過程は石筍と似ている。

## フォトギャラリー

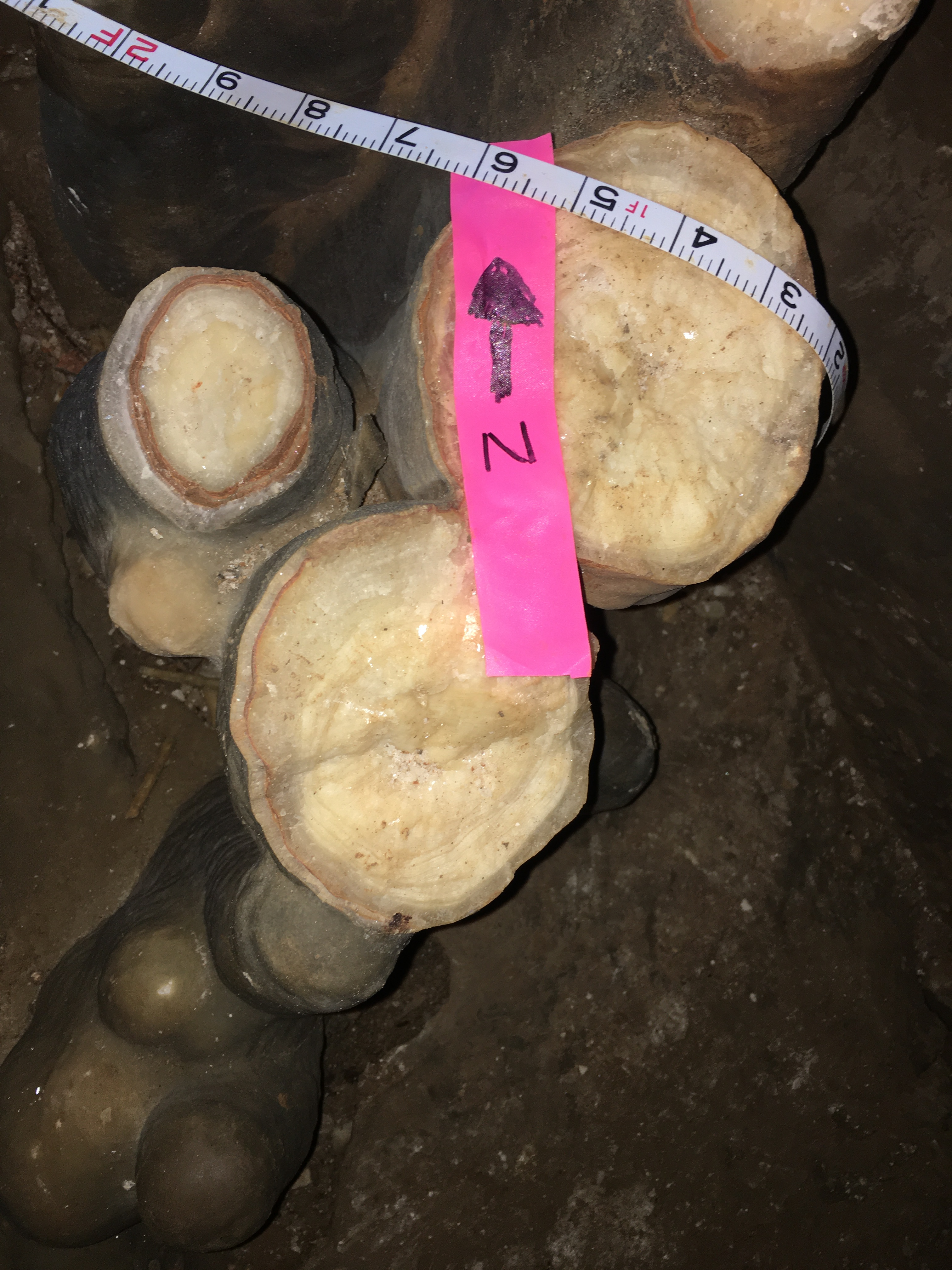
Fitton Caveで違法採掘された何千年もかけて成長した石筍。1988年アメリカ合衆国連邦洞窟資源保護法で最長10年の懲役となる。

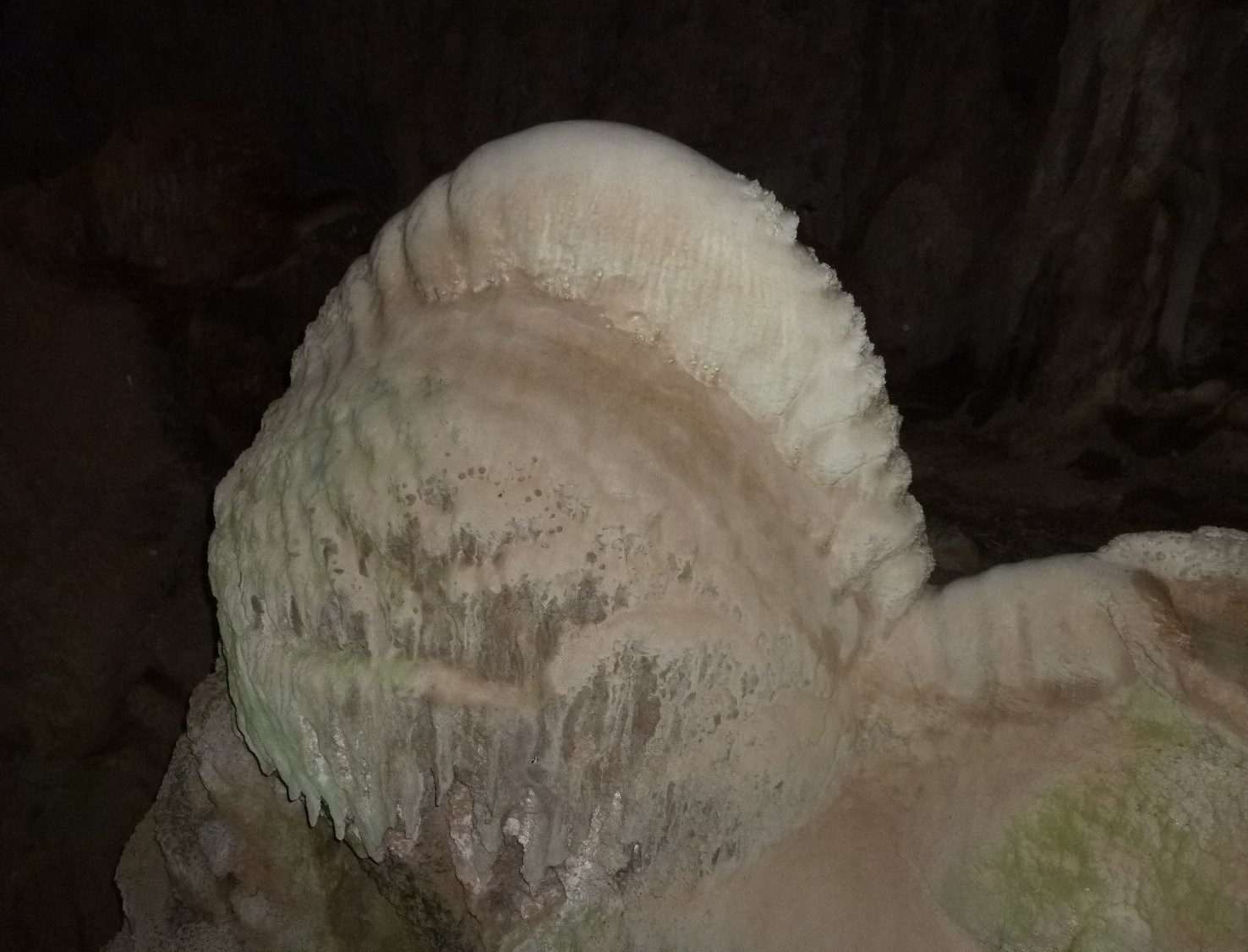
「ザリガニの背中」（ジェノラン洞窟、オーストラリア）
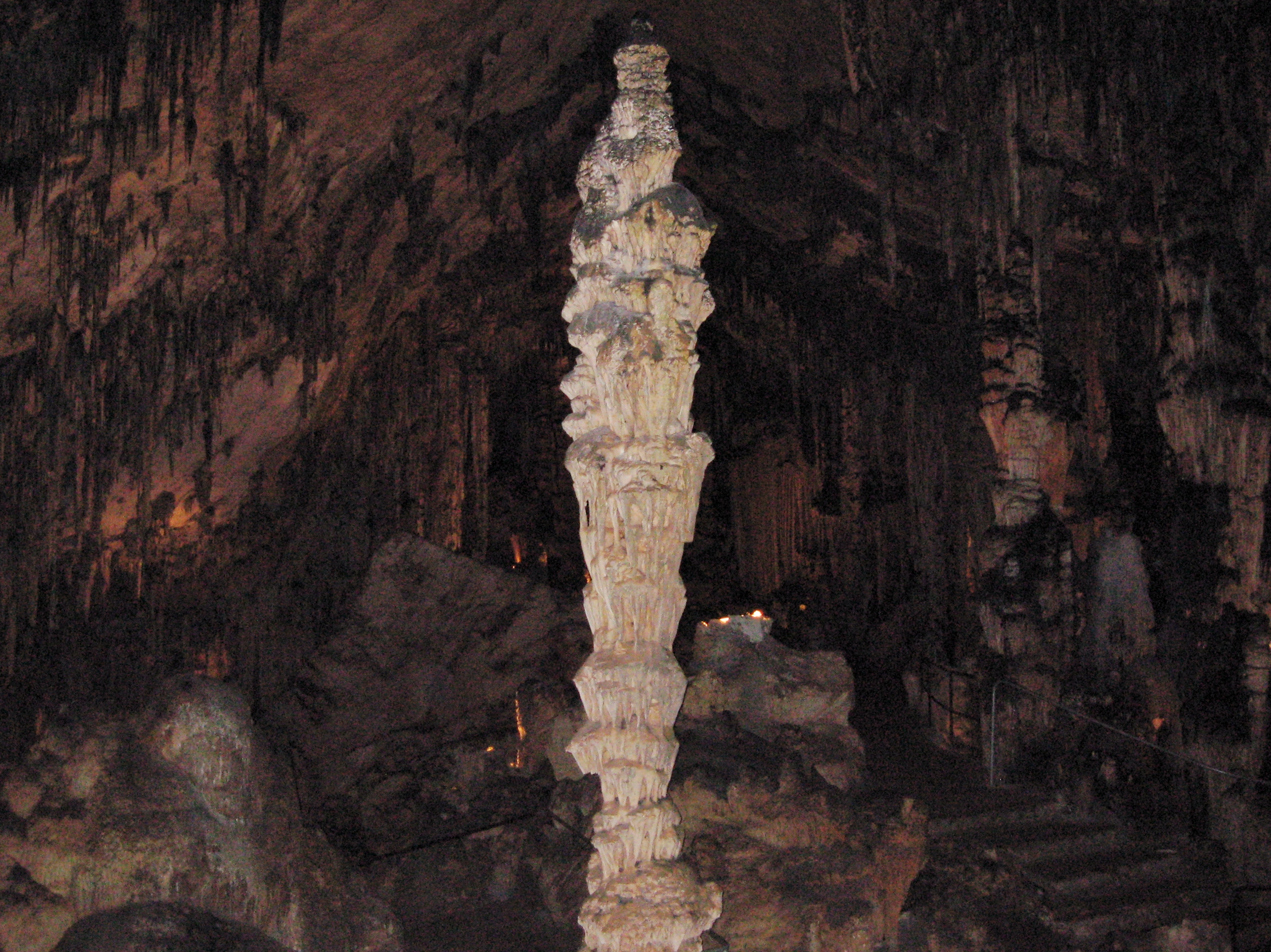
アルター洞窟の石筍（スペイン）
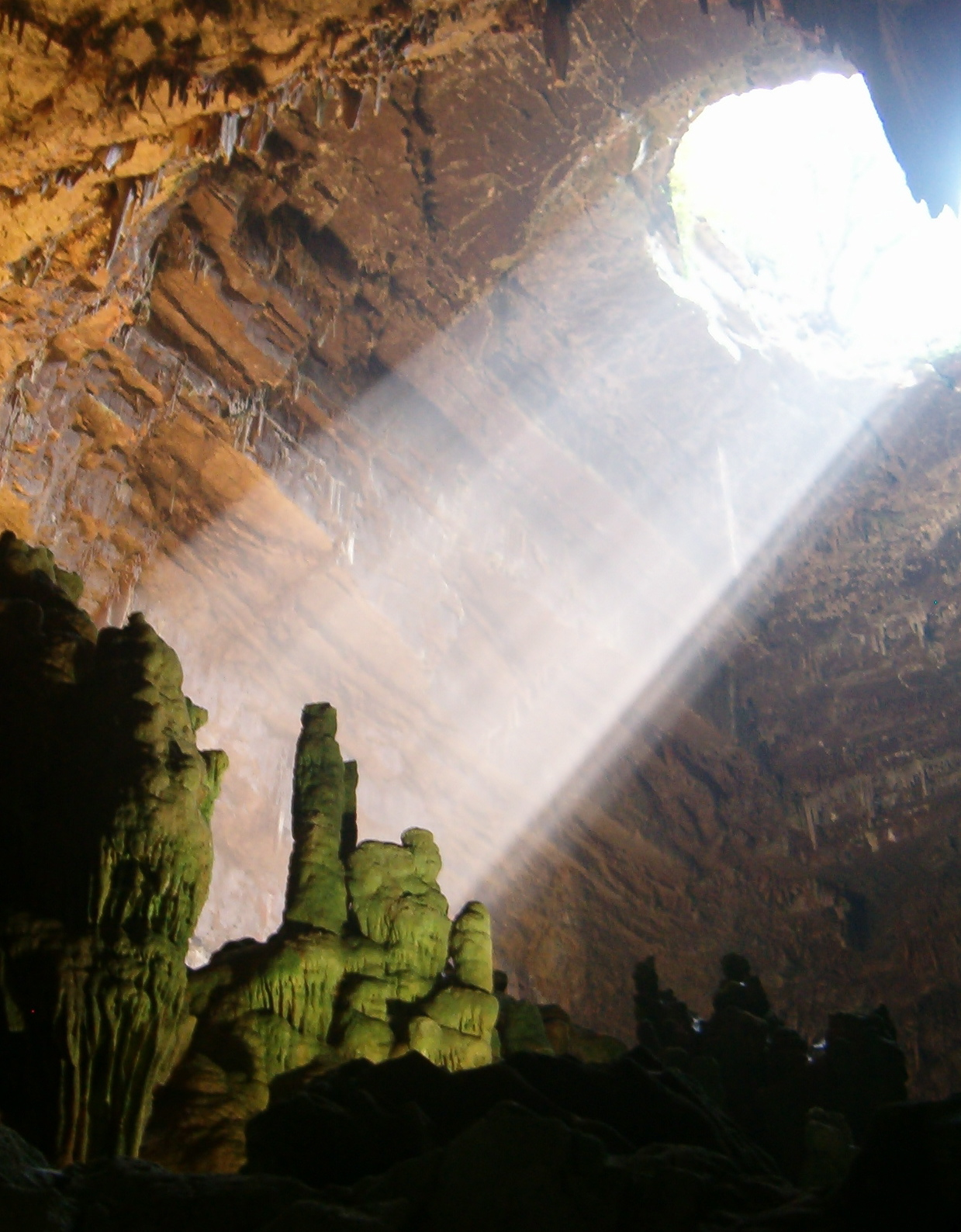
カステッラーナ・グロッテ（イタリア）
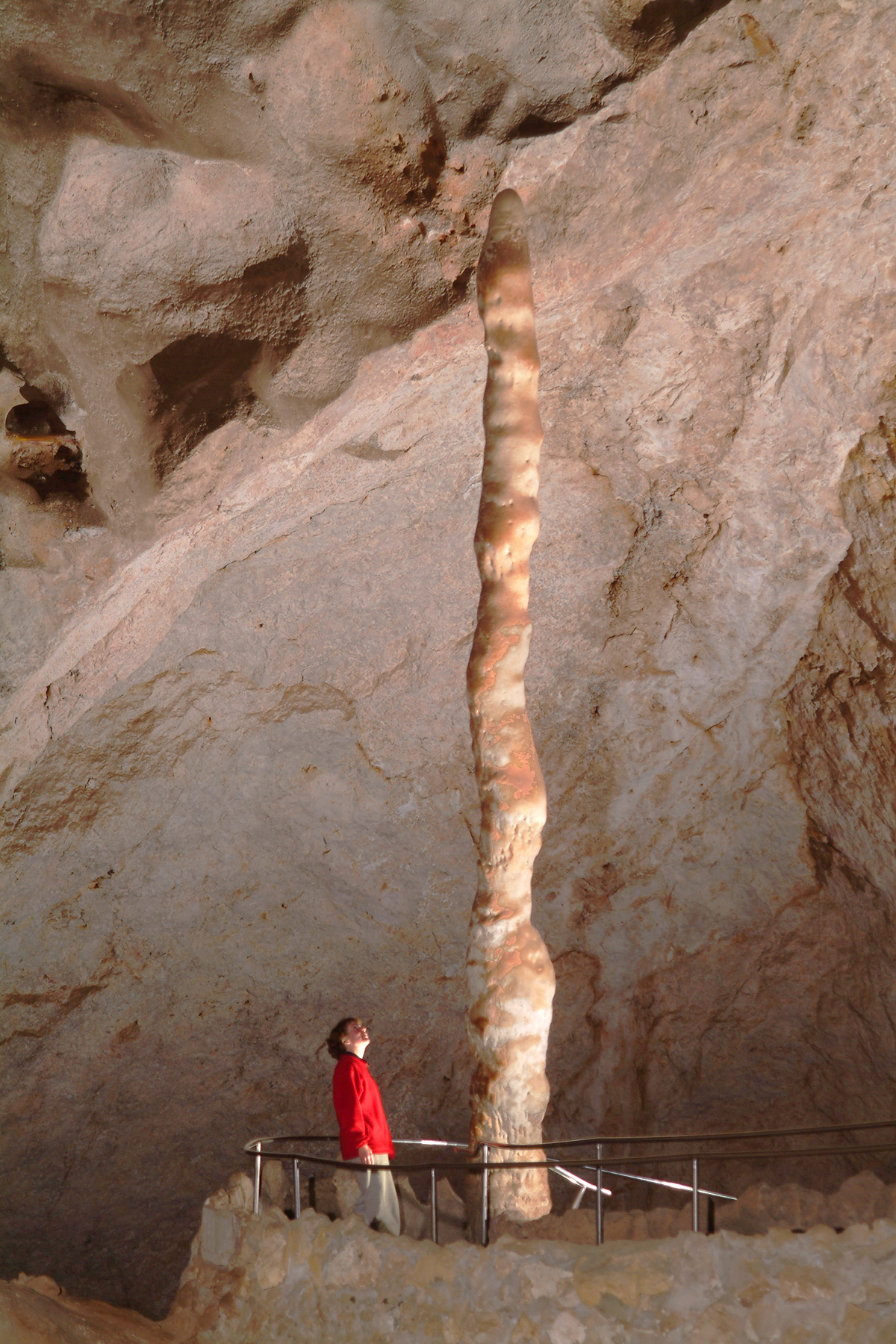
「魔女の指」(カールズバッド、アメリカ合衆国）
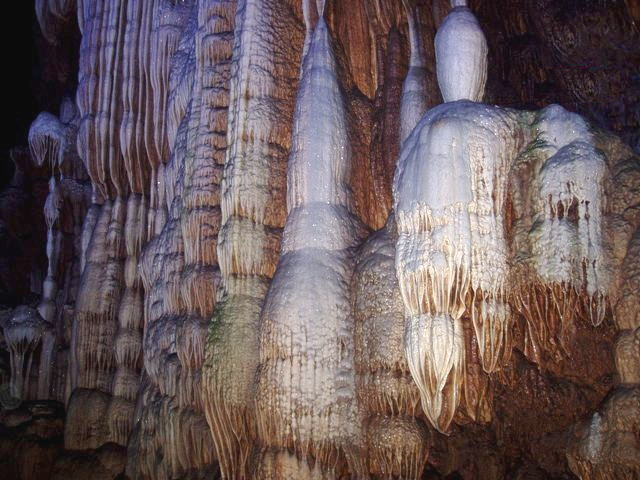
七星岩（桂林、中国）
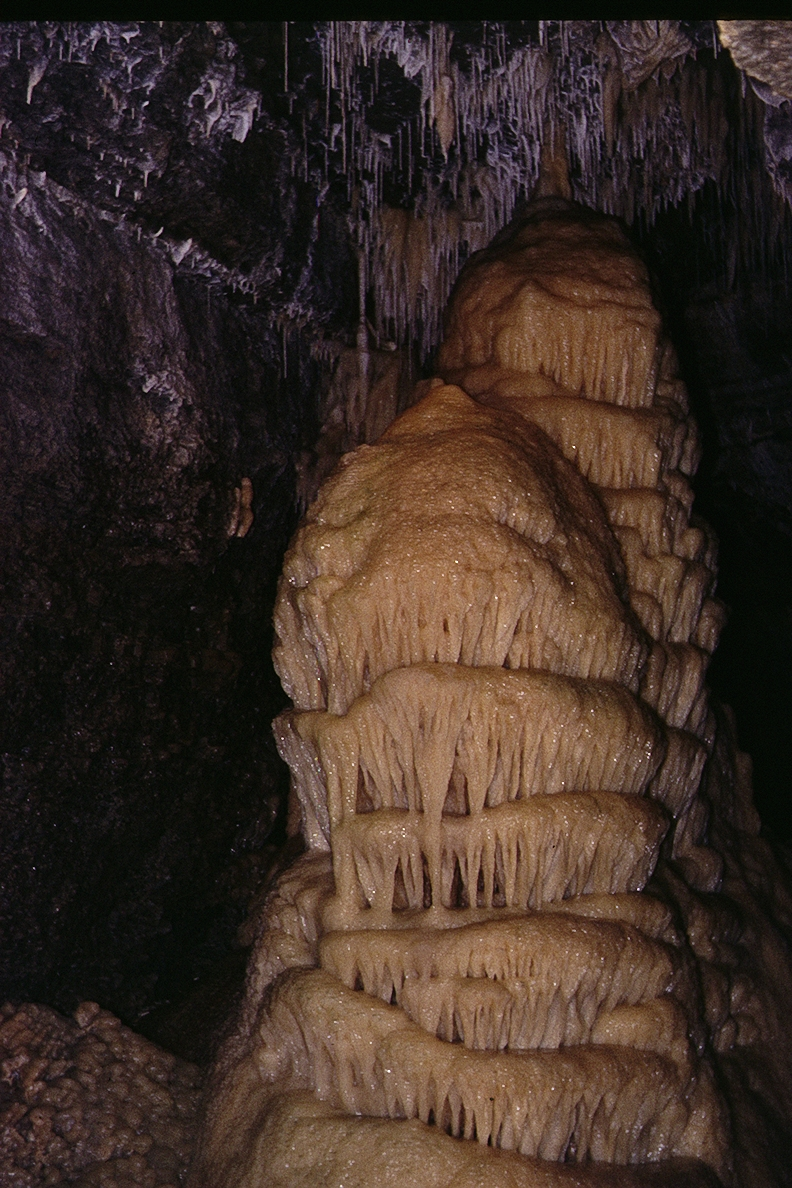
「ウェディングケーキ」（エーバーシュタット、ドイツ）